# Vrécourt
Vrécourt és un municipi francès, situat al departament dels Vosges i a la regió del Gran Est. L'any 2007 tenia 361 habitants.

## Demografia

### Població
El 2007 la població de fet de Vrécourt era de 361 persones. Hi havia 143 famílies, de les quals 33 eren unipersonals (12 homes vivint sols i 21 dones vivint soles), 49 parelles sense fills, 49 parelles amb fills i 12 famílies monoparentals amb fills.
La població ha evolucionat segons el següent gràfic:
Habitants censats

### Habitatges
El 2007 hi havia 186 habitatges, 148 eren l'habitatge principal de la família, 9 eren segones residències i 29 estaven desocupats. 173 eren cases i 12 eren apartaments. Dels 148 habitatges principals, 130 estaven ocupats pels seus propietaris, 17 estaven llogats i ocupats pels llogaters i 1 estava cedit a títol gratuït; 5 tenien dues cambres, 13 en tenien tres, 42 en tenien quatre i 87 en tenien cinc o més. 119 habitatges disposaven pel capbaix d'una plaça de pàrquing. A 82 habitatges hi havia un automòbil i a 53 n'hi havia dos o més.

### Piràmide de població
La piràmide de població per edats i sexe el 2009 era:
| Homes | Edats   | Dones |
| ----- | ------- | ----- |
| 0     | 95 o +  | 0     |
| 8     | 90 a 94 | 0     |
| 4     | 85 a 89 | 12    |
| 12    | 80 a 84 | 0     |
| 4     | 75 a 79 | 12    |
| 8     | 70 a 74 | 8     |
| 4     | 65 a 69 | 16    |
| 8     | 60 a 64 | 4     |
| 16    | 55 a 59 | 20    |
| 12    | 50 a 54 | 4     |
| 12    | 45 a 49 | 16    |
| 8     | 40 a 44 | 4     |
| 8     | 35 a 39 | 4     |
| 16    | 30 a 34 | 4     |
| 4     | 25 a 29 | 16    |
| 12    | 20 a 24 | 8     |
| 0     | 15 a 19 | 4     |
| 16    | 10 a 14 | 4     |
| 0     | 5 a 9   | 8     |
| 4     | 0 a 4   | 12    |

## Economia
El 2007 la població en edat de treballar era de 213 persones, 169 eren actives i 44 eren inactives. De les 169 persones actives 149 estaven ocupades (85 homes i 64 dones) i 19 estaven aturades (9 homes i 10 dones). De les 44 persones inactives 11 estaven jubilades, 10 estaven estudiant i 23 estaven classificades com a «altres inactius».

### Ingressos
El 2009 a Vrécourt hi havia 150 unitats fiscals que integraven 362 persones, la mediana anual d'ingressos fiscals per persona era de 14.050,5 €.

### Activitats econòmiques
Dels 18 establiments que hi havia el 2007, 1 era d'una empresa alimentària, 1 d'una empresa de fabricació d'altres productes industrials, 4 d'empreses de construcció, 4 d'empreses de comerç i reparació d'automòbils, 2 d'empreses de transport, 2 d'empreses d'hostatgeria i restauració, 1 d'una empresa de serveis, 2 d'entitats de l'administració pública i 1 d'una empresa classificada com a «altres activitats de serveis».
Dels 7 establiments de servei als particulars que hi havia el 2009, 1 era una oficina de correu, 1 taller de reparació d'automòbils i de material agrícola, 2 guixaires pintors, 1 lampisteria, 1 perruqueria i 1 restaurant.
L'únic establiment comercial que hi havia el 2009 era una fleca.
L'any 2000 a Vrécourt hi havia 14 explotacions agrícoles que ocupaven un total de 1.078 hectàrees.

## Equipaments sanitaris i escolars
L'únic equipament sanitari que hi havia el 2009 era una farmàcia.
El 2009 hi havia una escola elemental.

## Poblacions més properes
El següent diagrama mostra les poblacions més properes.